# Fred Alderman
Frederick (Fred) Pitt Alderman, född 24 juni 1905 i East Lansing i Michigan, död 15 september 1998 i Social Circle i Georgia, var en amerikansk friidrottare.
Alderman blev olympisk mästare på 4 x 400 meter vid sommarspelen 1928 i Amsterdam.